# 地球軌道ランデブー

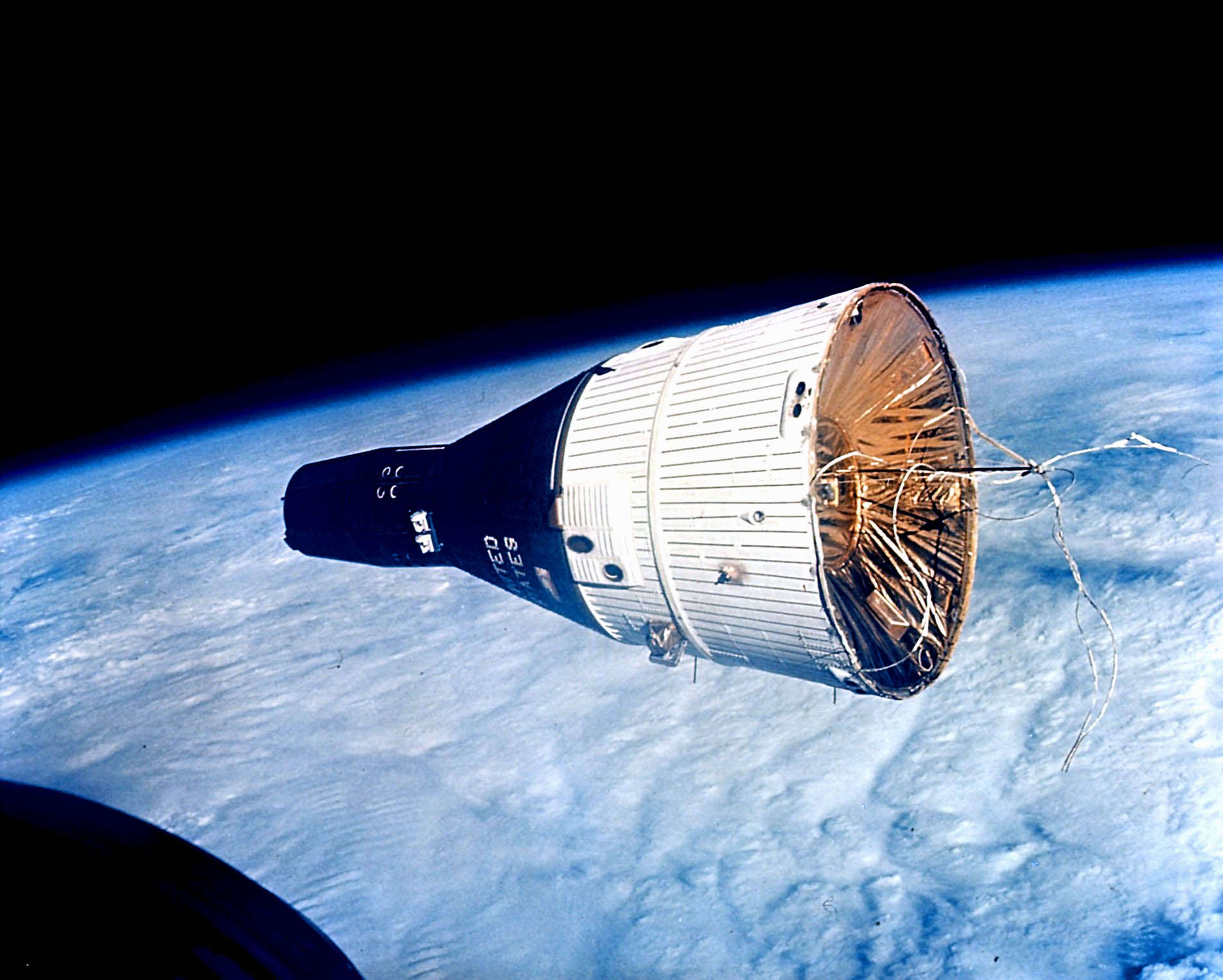
1965年の地球軌道でのランデブー中にジェミニ6号から見たジェミニ7号。（NASA）

地球軌道ランデブー（ちきゅうきどうランデブー、英語: Earth orbit rendezvous (EOR)）は、月への往復の人間の飛行を行うための方法であり、宇宙ランデブーを使用して、低軌道で月に向けてのビークルのコンポーネントを組み立て、場合によっては燃料を供給する。1960年代と1970年代のNASAのアポロ計画の月軌道ランデブー（LOR）を支持して検討されたが、最終的に却下された。主な理由は、LORが地球軌道から海への着水への帰還と、月面へのソフトランディングの両方を行うのに十分な大きさの宇宙船を必要としないためである。30年後、プログラムが2010年10月のキャンセルされるまで、コンステレーション計画に使用される予定であった。

## ジェミニとアジェナ標的機
アジェナ標的機（ATV）は、NASAジェミニ計画で地球軌道ランデブーをテストするために使用された。1965年に、ジェミニ6号とジェミニ7号は、軌道上でランデブーしたが、アジェナは打上げは失敗した。1966年3月16日に、ジェミニ8号は、アジェナとのドッキングに成功。アジェナ-ジェミニランデブーは、ドッキングされた軌道操作（ジェミニ10号とジェミニ11号）、放棄されたジェミニ8号ATV（ジェミニ10号）の検査、宇宙遊泳（ジェミニ12号）など、後のジェミニ計画の打ち上げでも他の目的を達成した。

## アポロ

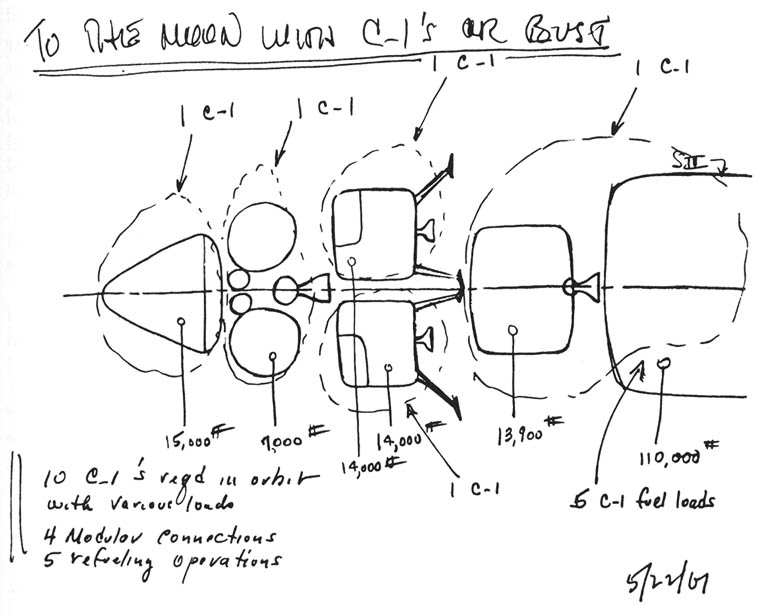
アポロ月面着陸ミッションを地球軌道上で組み立てるのに必要な10回のC-1打ち上げを示す1961年のスケッチ。

アポロのEOR提案は、サターンVの半分のサイズの一連の小さなロケットを使用して、宇宙船のさまざまなコンポーネントを配置し、地球の周りの軌道で月に行き、軌道に組み立てることで構成されていた。アジェナ標的機とのドッキングを含むジェミニ計画の実験は、このプログラムの実現可能性をテストするために部分的に設計された。
最終的に、NASAはアポロ計画に月軌道ランデブーを採用した。サターンVは、アポロコマンドと月モジュールの両方を同時に低軌道に持ち上げ、その後、サターンVの第3ステージが再び発射され（弾道飛行）、両方の宇宙船は月に送られる。

## コンステレーション
このモードは、アレスVロケットの低軌道に打ち上げられる地球離脱ステージ（EDS）およびアルタイル（LSAM）としてコンステレーション計画のために復活した。EDSとアレスは、別々に発射されたオリオン（CEV）によって達成され、低軌道に打ち上ると、3つは月に移動し、オリオン/アルタイルの組み合わせで月軌道ランデブー飛行パターンで飛行を行う。